# Acrosticta andina
Acrosticta andina är en tvåvingeart som först beskrevs av Brethes 1922.  Acrosticta andina ingår i släktet Acrosticta och familjen fläckflugor. Inga underarter finns listade i Catalogue of Life.